# Veine du bulbe du pénis
La veine du bulbe du pénis (ou veine bulbaire pénienne, veine bulbeuse pénienne) draine le corps spongieux. Elle se jette dans la veine pudendale interne, mais également dans le plexus veineux rétro-pubien. 